# Larry Walker
Larry Kenneth Robert Walker (1 de diciembre de 1966) es un ex jardinero derecho canadiense de béisbol profesional que jugó en las Grandes Ligas. Durante 17 temporadas, formó parte de los Montreal Expos (1989–1994), Colorado Rockies (1995–2004) y St. Louis Cardinals (2004–2005). 
Fue elegido cinco veces al Juego de Estrellas, ganó siete Guantes de Oro, tres Bates de Plata, un trofeo Lou Marsh y fue reconocido como el Jugador Más Valioso de la Liga Nacional en 1997.
Como uno de los jugadores dominantes de su generación, fue exaltado al Salón de la Fama del Deporte de Canadá en 2007, y al Salón de la Fama del Béisbol de Canadá en 2009. Fue exaltado al Salón de la Fama del Béisbol en 2020.

## Carrera profesional
Walker debutó en Grandes Ligas con los Expos de Montreal el 16 de agosto de 1989, y finalizó su primera temporada con promedio de .170 en 56 turnos al bate. En 1990 se convirtió en el jardinero derecho titular de los Expos, compartiendo las jardines con Tim Raines y Marquis Grissom, y durante ese año registró promedio de .241 con 19 jonrones y 21 bases robadas.
Durante las siguientes cuatro temporadas, Walker registró una línea ofensiva de .293/.366/.501, promediando 20 jonrones y 19 bases robadas. Su mejor temporada de ese período fue en 1992, donde registró .301/.353/.506 y ganó su primera invitación al Juego de Estrellas, Guante de Oro y Bate de Plata, además de convertirse en el primer y único jugador canadiense en ser reconocido como el Jugador del Año de los Expos de Montreal.
Como agente libre al finalizar la temporada 1994, Walker firmó un contrato de cuatro años y $22.5 millones con los Rockies de Colorado. En su nueva casa en el Coors Field, se convirtió en uno de los mejores bateadores de la liga, y durante su primera temporada bateó para .306 de promedio con 36 jonrones y 101 carreras impulsadas, ayudando a los Rockies a clasificar a la postemporada por primera vez en la historia de la franquicia, ganando el primer puesto de comodín de la historia.
En 1997 disfrutó de la mejor temporada de su carrera, donde fue reconocido como el Jugador Más Valioso de la Liga Nacional luego de batear para promedio de .366 con 49 jonrones (líder de la liga), 130 impulsadas, 33 bases robadas y 409 bases totales, convirtiéndose en el primer jugador canadiense en ganar dicho premio. En 1998, ganó el título de bateo de la Liga Nacional, luego de registrar promedio de .363, y además ganó el trofeo Lou Marsh como el mejor atleta canadiense del año.
En agosto de 2004, Walker fue transferido a los Cardenales de San Luis a cambio de tres jugadores de ligas menores. El 30 de agosto de 2004, ante los Cerveceros de Milwaukee, conectó el hit 2,000 de su carrera, el primer canadiense en alcanzar dicha marca. En 2005, registró .289/.384/.502 en 100 juegos, contribuyendo al título divisional que ganó el equipo, pero debido al dolor producido por un disco herniado en el cuello, aunado a la gran cantidad de lesiones que tuvo a lo largo de su carrera, decidió retirarse como jugador al finalizar la temporada.
En 2020, Walker fue elegido al Salón de la Fama del Béisbol en su décimo y último año de elegibilidad, apareciendo en 304 de los 397 votos (76.57%). Se convirtió en el segundo jugador canadiense en ser exaltado, luego que Ferguson Jenkins fuera electo en 1991. También es el primer jugador de los Rockies de Colorado en ser electo.